# 你就是下一个明星
《你就是下一个明星》（英語：The Next: Fame Is at Your Doorstep）是一部即将播出的美国真人秀，将于2012年8月16日在CW电视网播出。

## 简介
歌唱类比赛节目，节目中的音乐巨星将到美国各个城市和帮助当地有潜力的音乐人。